# Lijst van voetbalinterlands Barbados - Jamaica
Deze lijst van voetbalinterlands is een overzicht van alle officiële voetbalwedstrijden tussen de nationale teams van Barbados en Jamaica. De landen speelden tot op heden vijftien keer tegen elkaar. De eerste ontmoeting, een vriendschappelijke wedstrijd, werd gespeeld in Bridgetown op 20 april 1985. Het laatste duel, eveneens een vriendschappelijke wedstrijd, vond plaats op 20 augustus 2018 in Wildey.

## Wedstrijden
| №  | Plaats         | Datum            | Competitie                          | Wedstrijd          | Uitslag |
| -- | -------------- | ---------------- | ----------------------------------- | ------------------ | ------- |
| 1  | Bridgetown     | 20 april 1985    | Vriendschappelijk                   | Barbados − Jamaica | 2 − 2   |
| 2  | Kingston       | 10 juli 1988     | Vriendschappelijk                   | Jamaica − Barbados | 0 − 0   |
| 3  | Kingston       | 24 april 1996    | Caribbean Cup 1996 kwalificatie     | Jamaica − Barbados | 2 − 0   |
| 4  | Bridgetown     | 28 april 1996    | Caribbean Cup 1996 kwalificatie     | Barbados − Jamaica | 2 − 0   |
| 5  | Bridgetown     | 23 juni 1996     | WK 1998 kwalificatie                | Barbados − Jamaica | 0 − 1   |
| 6  | Kingston       | 30 juni 1996     | WK 1998 kwalificatie                | Jamaica − Barbados | 2 − 0   |
| 7  | Kingston       | 5 juli 2000      | Vriendschappelijk                   | Jamaica − Barbados | 5 − 0   |
| 8  | Port of Spain  | 19 mei 2001      | CONCACAF Gold Cup 2002 kwalificatie | Jamaica − Barbados | 2 − 1   |
| 9  | Saint George's | 10 november 2002 | CONCACAF Gold Cup 2003 kwalificatie | Barbados − Jamaica | 1 − 1   |
| 10 | Bridgetown     | 12 januari 2003  | Vriendschappelijk                   | Barbados − Jamaica | 1 − 0   |
| 11 | Kingston       | 23 maart 2003    | Vriendschappelijk                   | Jamaica − Barbados | 2 − 1   |
| 12 | Bridgetown     | 22 februari 2005 | CONCACAF Gold Cup 2005 kwalificatie | Barbados − Jamaica | 0 − 1   |
| 13 | Kingston       | 4 december 2008  | CONCACAF Gold Cup 2009 kwalificatie | Jamaica − Barbados | 2 − 1   |
| 14 | Bridgetown     | 2 maart 2014     | Vriendschappelijk                   | Barbados − Jamaica | 0 − 2   |
| 15 | Wildey         | 20 augustus 2018 | Vriendschappelijk                   | Barbados − Jamaica | 2 − 2   |

## Samenvatting
| Competitie                     | Totaal gespeeld | Winst Barbados | Gelijk | Winst Jamaica | Doelsaldo Barbados – Jamaica |
| ------------------------------ | --------------- | -------------- | ------ | ------------- | ---------------------------- |
| WK-kwalificatie                | 2               | 0              | 0      | 2             | 0 − 3                        |
| CONCACAF Gold Cup-kwalificatie | 4               | 0              | 1      | 3             | 3 − 6                        |
| Caribbean Cup-kwalificatie     | 2               | 1              | 0      | 1             | 2 − 2                        |
| Vriendschappelijk              | 7               | 1              | 3      | 3             | 6 − 13                       |
| Totaal                         | 15              | 2              | 4      | 9             | 11 − 24                      |

Wedstrijden bepaald door strafschoppen worden, in lijn met de FIFA, als een gelijkspel gerekend.